# SMS A 7
SMS A 7 – niemiecki torpedowiec z okresu I wojny światowej. Siódma jednostka typu A 1. Okręt wyposażony w jeden kocioł parowy opalany węglem i trójcylindrową maszynę parową. Zapas paliwa 24,5 tony. Zbudowany w innej stoczni kadłub  okrętu wyposażono w stoczni AG Vulcan, a następnie rozebrany na sekcje przewieziono koleją do Holandii, gdzie odbył się ostateczny montaż okrętu. Torpedowiec brał udział w patrolach wzdłuż wybrzeża Flandrii i na kanale La Manche. Zatonął 21 marca 1918 roku u wybrzeży Belgii, zatopiony przez francuskie niszczyciele „Bouclier” i „Capitaine Mehl”. Razem z okrętem zginęło 23 członków załogi.